# Barbican de Chaplin
Lybius chaplini
Espèce
Statut de conservation UICN

 VU C1+2a(i) : Vulnérable
Le Barbican de Chaplin (Lybius chaplini) est une espèce d'oiseaux de la famille des Lybiidae, endémique de la Zambie.
Son nom est attribué à l'administrateur colonial britannique Drummond Chaplin (en) (1866–1933).